# Iglesia de San Nicolás, Mavrovo
La Iglesia de San Nicolás (en macedonio: Св. Никола Летен) es una iglesia ortodoxa abandonada ubicada en la región de Mavrovo, en Macedonia del Norte. Fue construida en el año 1850 y originalmente funcionaba como la iglesia principal del pueblo de Mávrovo.  Las pinturas religiosas (iconos) que decoran la iglesia fueron realizadas por el reconocido artista Dicho Zograf, especialista en imágenes sagradas.
En 1953, con la construcción de una central hidroeléctrica y la creación del Embalse de Mavrovo, la iglesia quedó parcialmente sumergida bajo las aguas del lago artificial. Desde entonces, permanece sumergida la mayor parte del año, aunque durante los períodos de sequía en verano es posible acceder a ella por tierra. 
A pesar de ello, la iglesia ha conservado su construcción original. Su campanario aún existe, aunque el interior de la iglesia está destruido y el tejado se ha derrumbado por completo. 
Las obras de construcción de la Iglesia de San Nicolás comenzaron en 1850, realizadas por trabajadores locales de la región de Mavrovo, y concluyeron en 1857. Para su edificación se utilizaron materiales como mármol y granito, y tanto el altar como otros elementos arquitectónicos fueron elaborados en mármol.
El iconostasio y los iconos fueron pintados en 1855 por el artista Dicho Zograf representante del movimiento de la Escuela de Arte de Debar. En Macedonia del Norte, Zograf es considerado un macedonio étnicoo   mientras que en Bulgaria se le identifica como búlgaro.   Posteriormente, algunos iconos fueron añadidos por Maletij Bozhinov.    La iglesia fue diseñada con una ábside pentagonal, un campanario y un iconostasio característico de la tradición ortodoxa. 
A finales de 1952, con la construcción del lago artificial de Mavrovo y la central hidroeléctrica asociada en el pueblo de Mavrovo, los iconos y demás objetos religiosos que se encontraban en el interior de la iglesia fueron trasladados a otra iglesia ubicada frente a ella. Sin embargo, durante la inundación, el iconostasio de madera, los iconos, los libros y otros objetos litúrgicos fueron olvidados dentro del templo, aunque posteriormente fueron recuperados y restaurados.
En 1953, la iglesia quedó sumergida bajo las aguas del lago. En los años siguientes, su estado ha variado entre estar parcialmente inundada o accesible por tierra, dependiendo del nivel de agua del embalse, especialmente durante el verano  
En 2014, la empresa Teatrix, con sede en Skopie, anunció un plan para convertir la iglesia en una atracción turística, mediante su protección y rehabilitación. El proyecto contemplaba conservar la estructura original del edificio, así como reconstruir los muros y el techo de la iglesia 
Interior

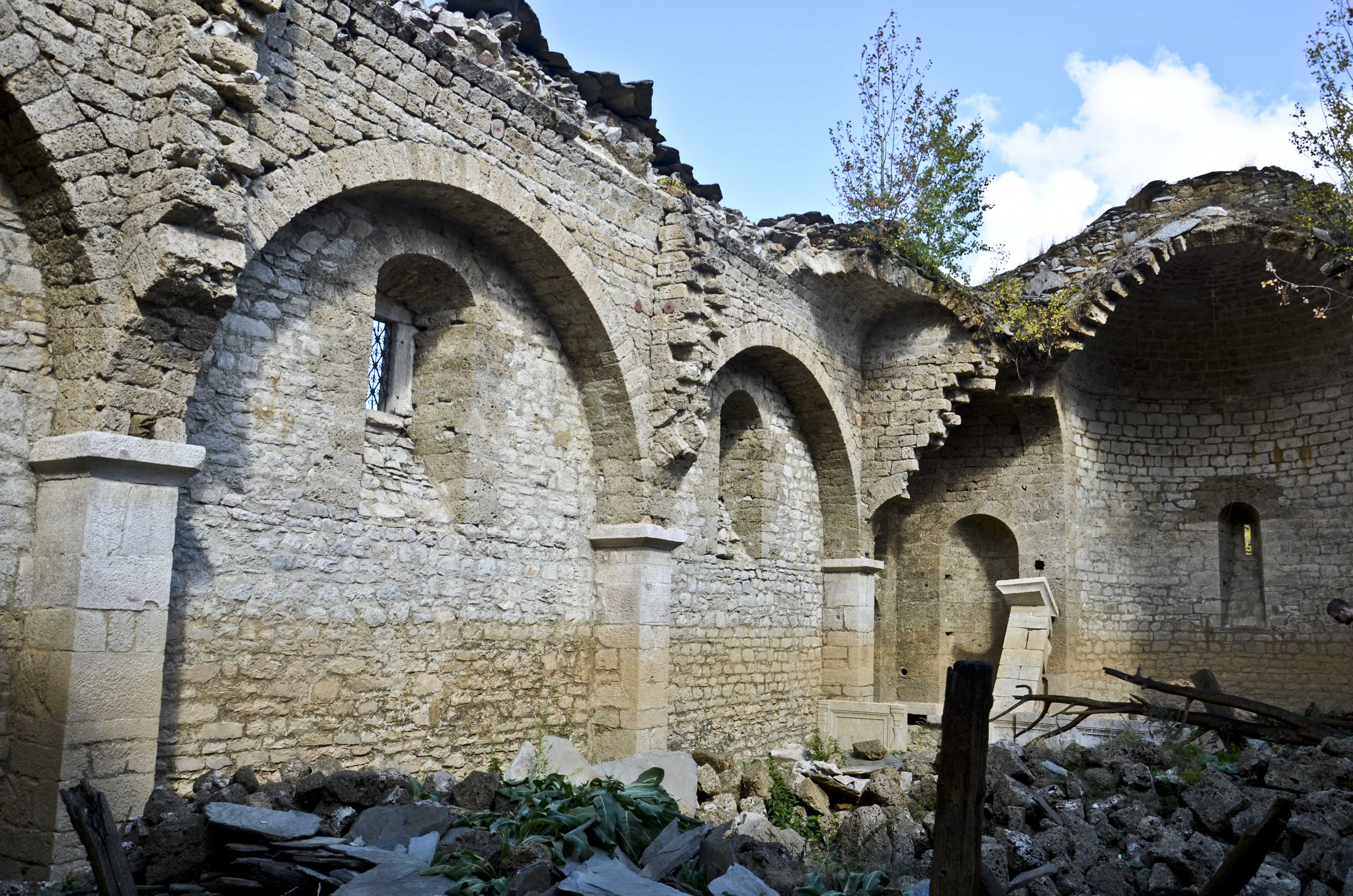
Interior de la iglesia
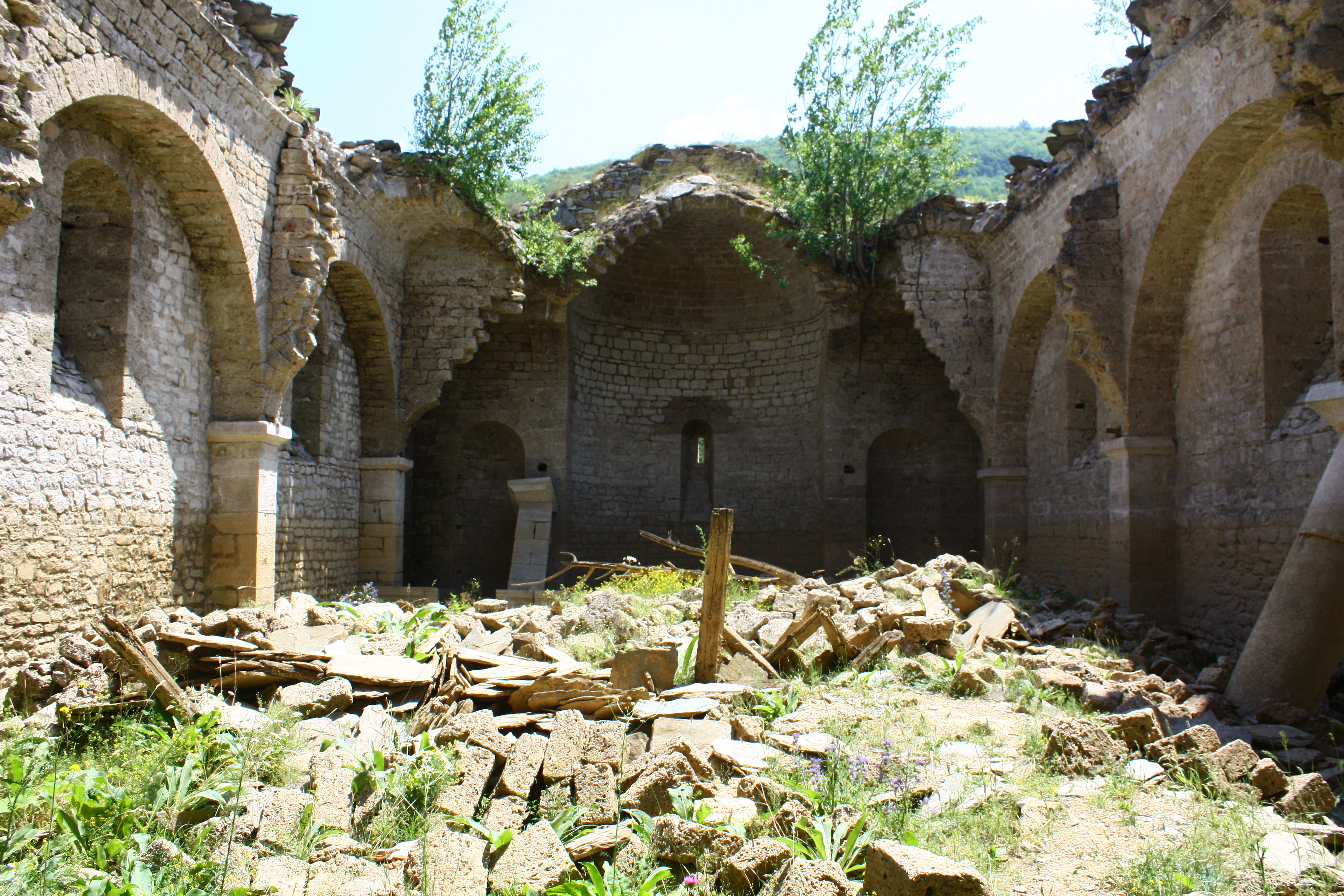
Interior de la iglesia
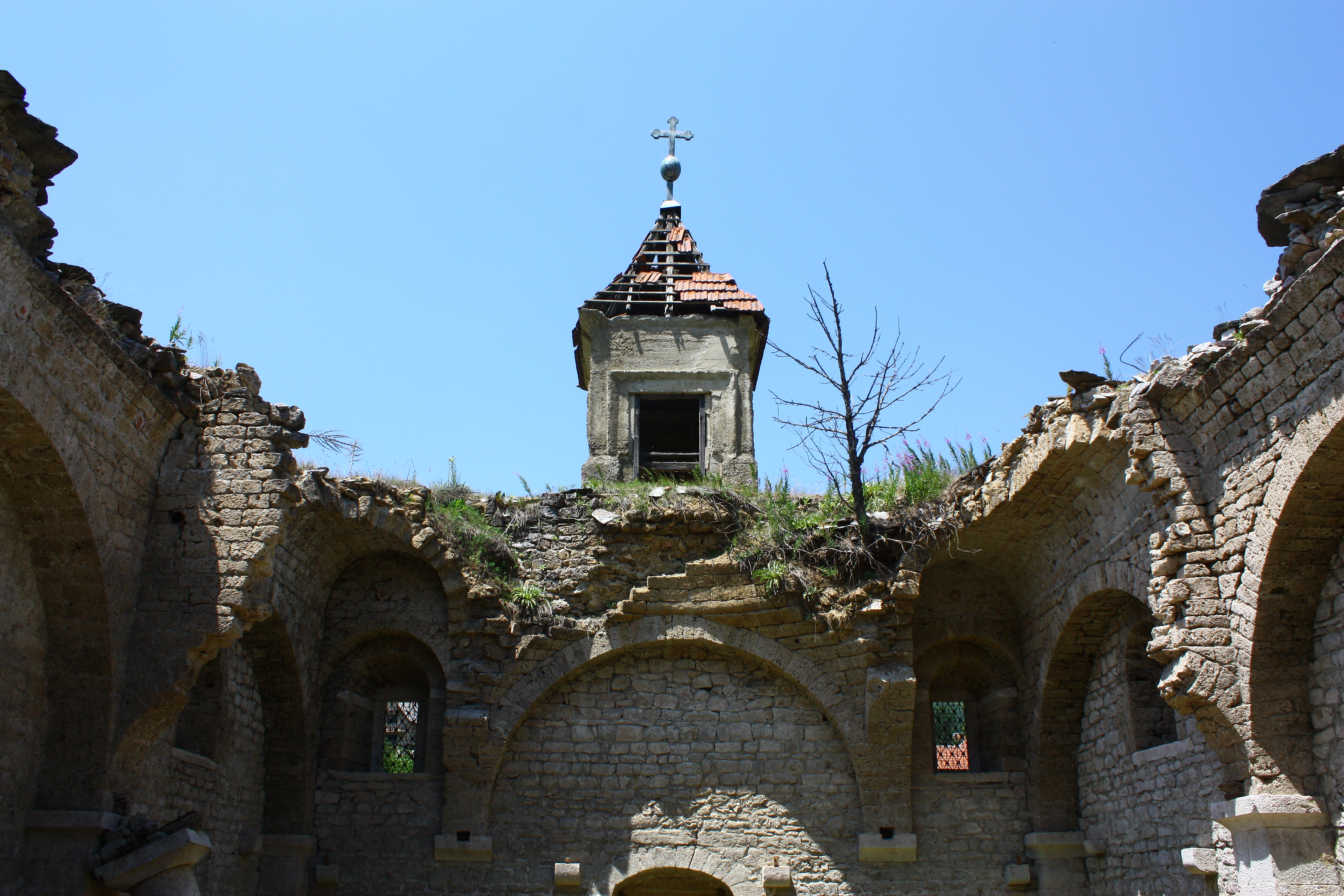
Campanario de la iglesia.
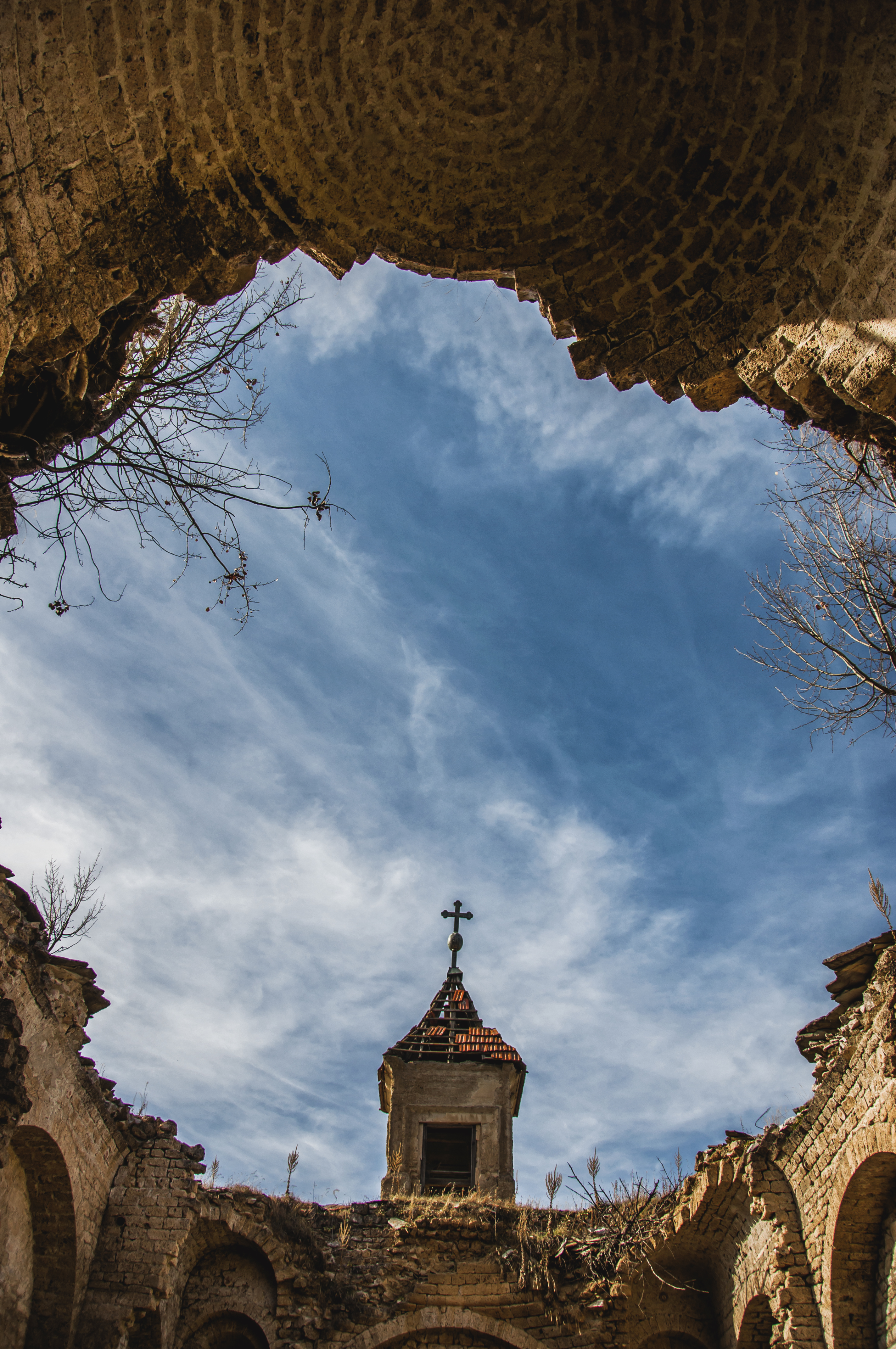
Campanario de la iglesia.
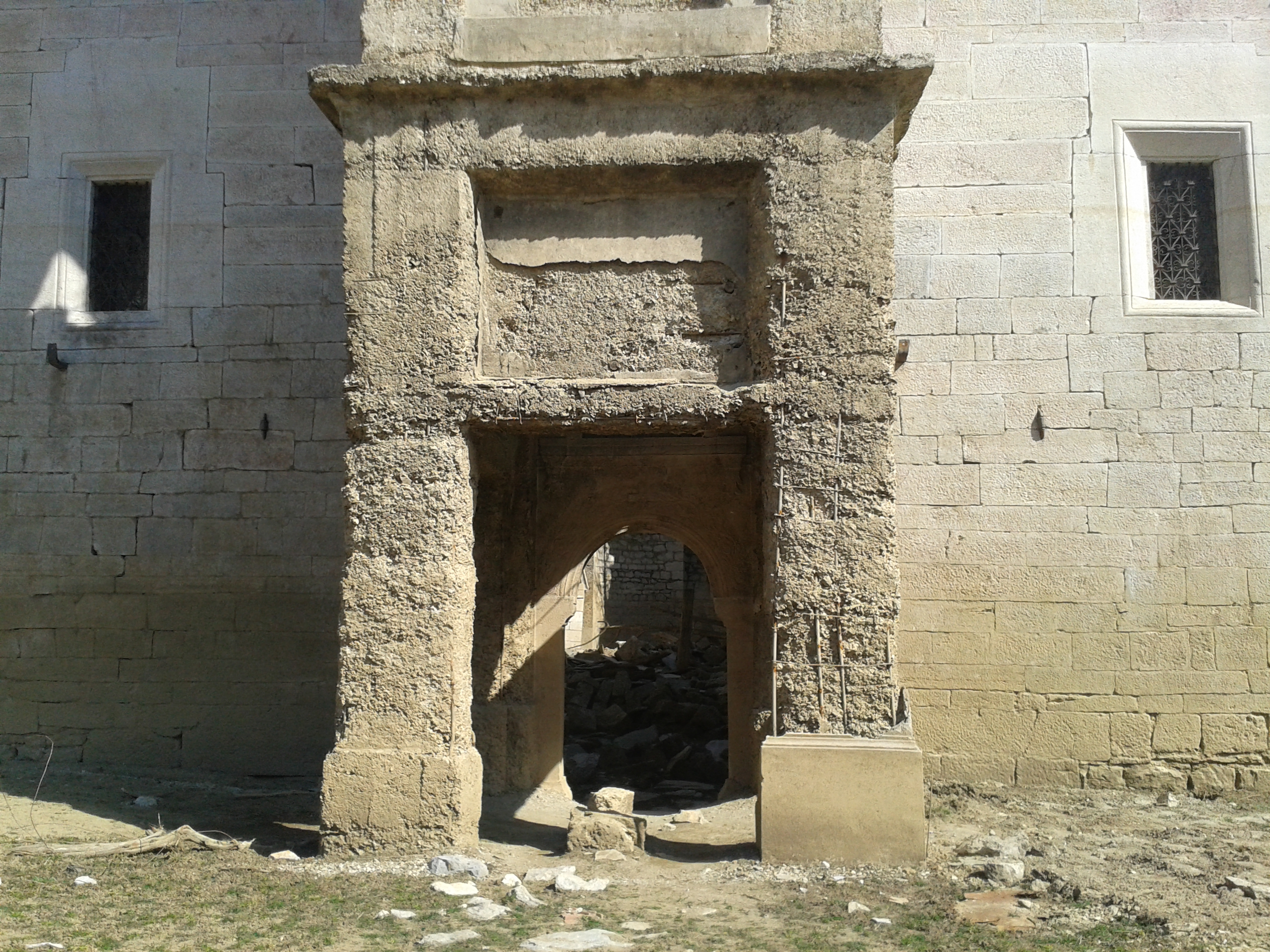
Interior de la iglesia

Exterior

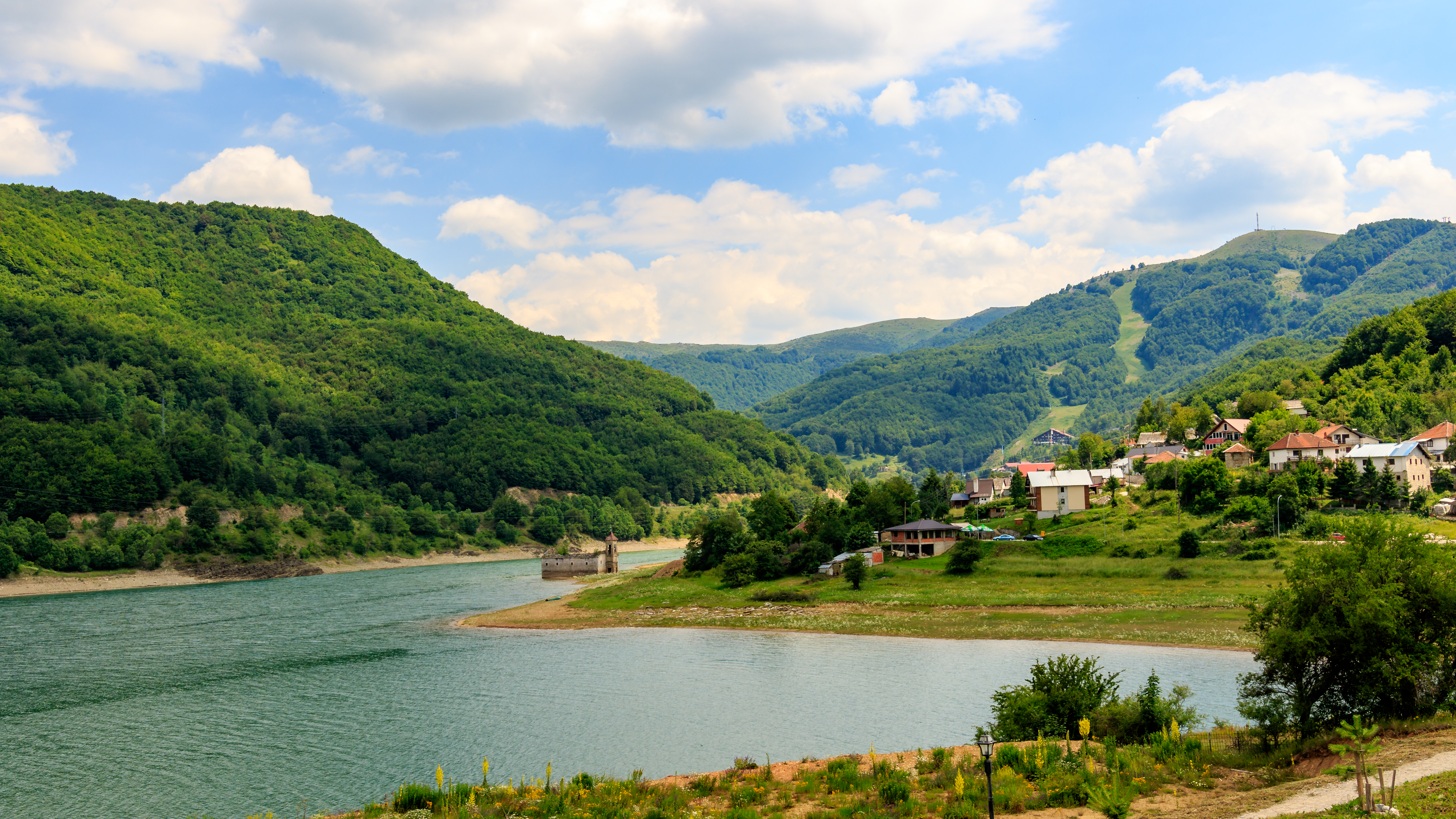
Vista panoramica de la iglesia junto con Mavrovo
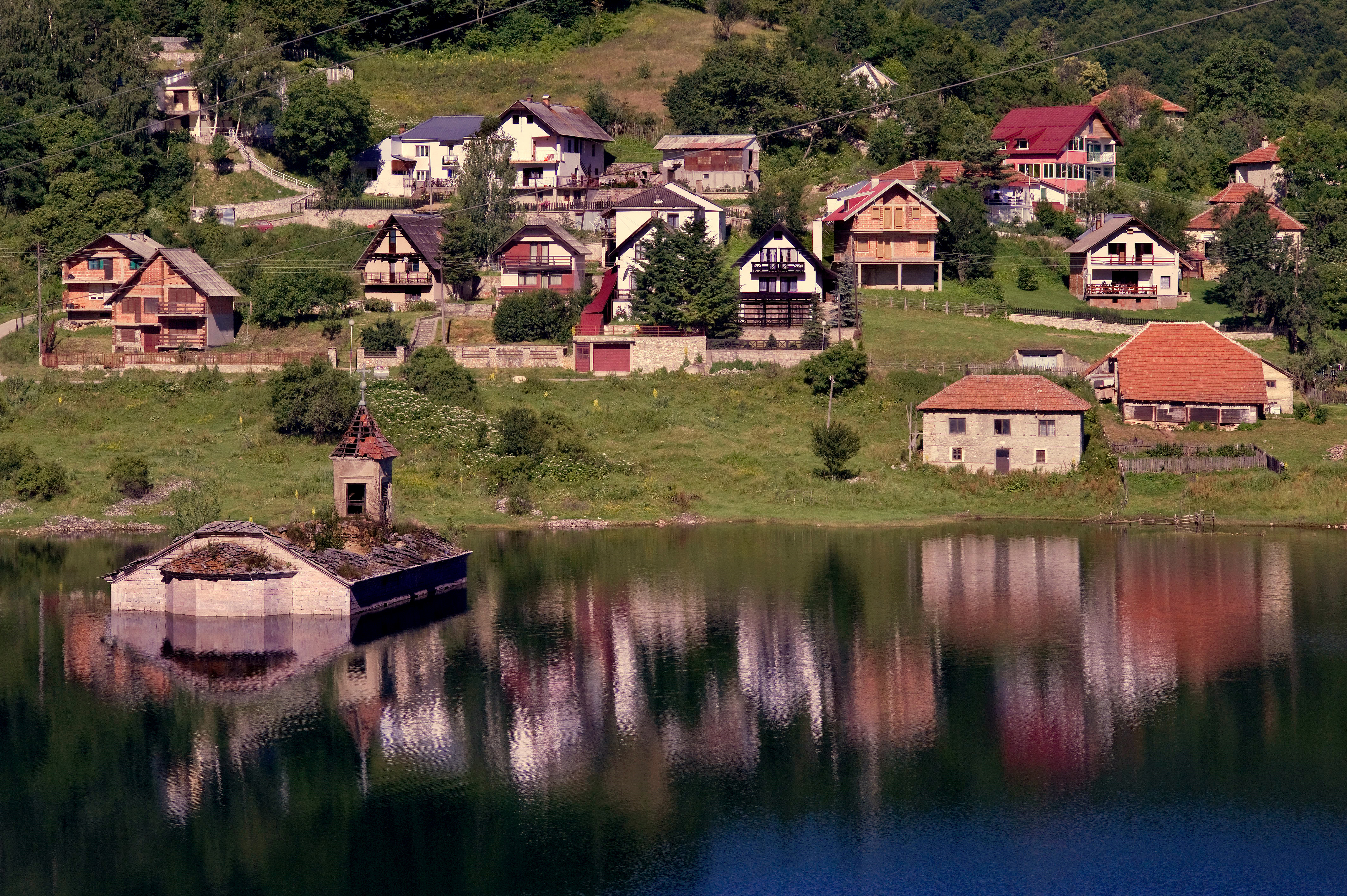
Vista panoramica de la iglesia con Mavrovo al fondo.
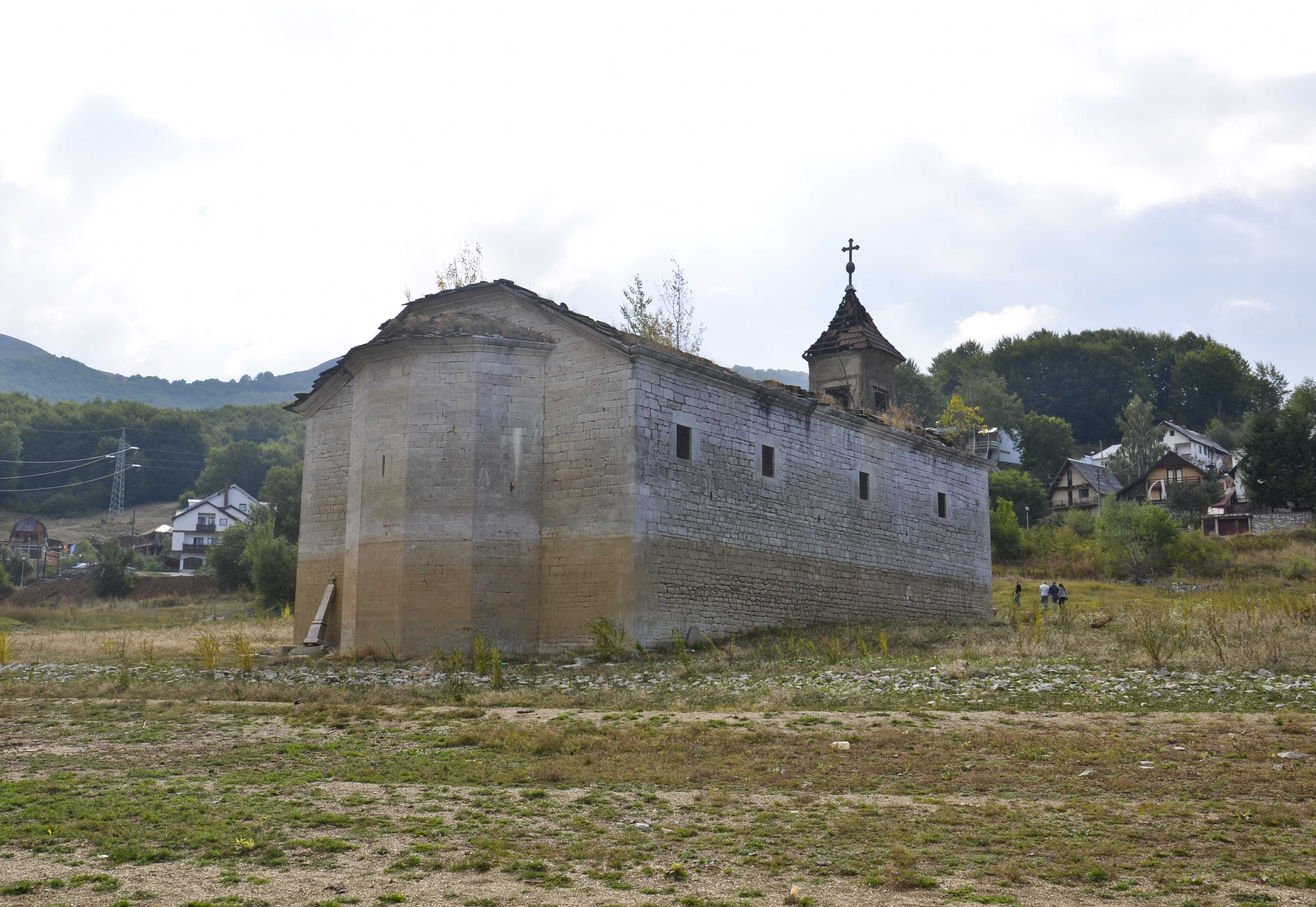
Iglesia emergida.
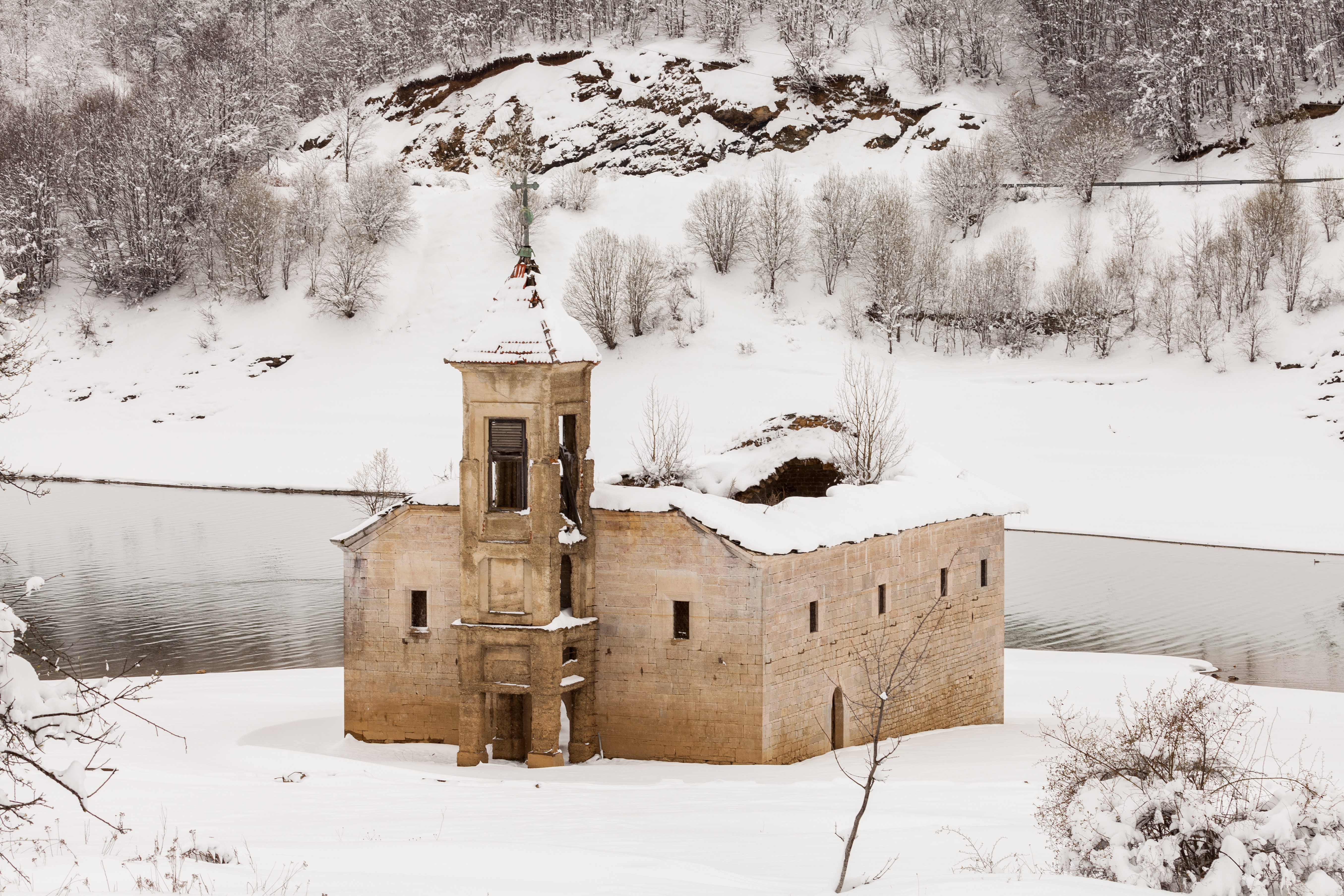
Iglesia en invierno
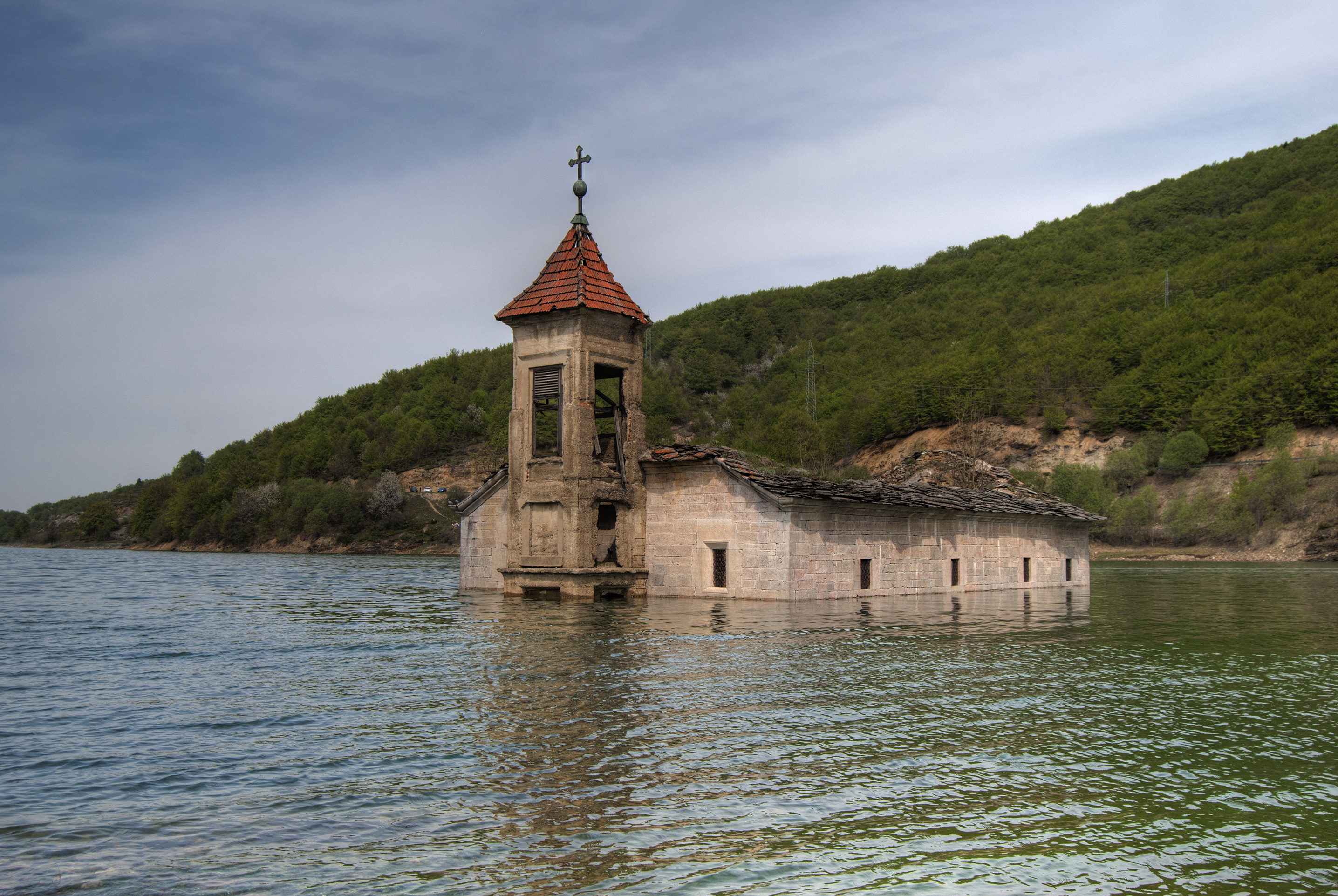
Iglesia inindada